# Codex Edelini
Der Codex Edelini  oder Liber possessionum Wizenburgensis ist ein Güterverzeichnis des elsässischen Klosters Weißenburg, angelegt um das Jahr 1280 unter Abt Edelin (regiert 1262 bis 1293).

## Der Codex
Da das Kloster seit dem 10. Jahrhundert einen großen Teil seiner Besitzungen verloren hatte, ließ Edelin unter Benutzung älterer Urkunden ein Güterverzeichnis anfertigen, um den weiteren Verlust von Klostergütern zu verhindern und bereits verlorene wieder zurückzugewinnen (so die Einleitung des Codex). Das Buch selbst ist ein Band von 33 cm Höhe und 22 cm Breite und enthält außer je 2 mit liturgischen Texten beschriebenen Schutzblättern am Anfang und am Schluss 77 beidseitig beschriebene Pergamentblätter, wovon 69 von ein und derselben Hand aus dem Ende des 13. Jahrhunderts stammen, die verbleibenden Blätter sind teils leer, teils später beschrieben. Zwei mit gepresstem Leder – darauf sind zwei Schildchen mit gekreuztem Krummstab, Schlüssel und Schwert zu sehen – überzogene feste Holzdeckel halten den Codex seit über 700 Jahren zusammen.
Inhaltlich bietet der Codex Edelini ein Konglomerat verschiedener meist undatierter älterer Güterverzeichnisse und Einzelurkunden des 9.–13. Jahrhunderts, die weder einer chronologischen noch einer geographischen Ordnung folgen. Sie stellen auch keineswegs den Umfang der Besitzungen und Rechte dar, wie er zur Zeit der Abfassung des Codex um 1280 bestand, sondern mit Bedacht wurden auch dem Kloster längst entfremdete Güter darin aufgenommen. Der Kopist hat die Texte mutmaßlich in der Reihenfolge abgeschrieben, wie er sie im Klosterarchiv vorfand. So sind auch zahlreiche Dopplungen entstanden. Deshalb lässt sich die Frage, aus welcher Zeit die einzelnen Erwähnungen stammen, nicht einfach und auch nicht einheitlich beantworten. Daneben enthält der Codex Edelini einige spezielle Texte zur Gütergeschichte des Klosters, zum Beispiel eine Aufzählung der beim sogenannten salischen Kirchenraub zu Ende des 10. Jahrhunderts dem Kloster abhanden gekommenen Güter.

## Schicksal
Nachdem der Codex mehrere Jahrhunderte im Klosterarchiv aufbewahrt worden war, bescherte ihm die Französische Revolution ein bewegtes Schicksal. Das wertvolle Klosterarchiv gelangte zunächst (1791) in den Besitz der Stadt Weißenburg, die auch den Codex Edelini mit ihrem Siegel „Municipalité de Wissembourg“ versah, das sich bis heute auf dem vorderen Buchdeckel befindet. Als während der folgenden Kriegsjahre Ende 1793 Weißenburg vorübergehend von den französischen Revolutionstruppen geräumt und von den Österreichern besetzt war, nutzte der Bischof von Speyer (seit 1546 war der Bischof von Speyer jeweils auch Propst des Stiftes Weißenburg) die Situation, um einen Teil des Archivs, darunter auch den Codex Edelini, aus Weißenburg wegführen und in Sicherheit bringen zu lassen.
Den nachrückenden französischen Truppen scheint es gelungen zu sein, den Transport abzufangen, denn als 1797 das gesamte linksrheinische Gebiet in den Besitz Frankreichs kam und das französische „Département du Mont Tonnerre“ mit Sitz in Mainz bildete, gelangten die Speyerer Archivalien und mit ihnen die aus Weißenburg stammenden Urkunden in das neu geschaffene Archiv dieses Départements. Dort eignete sich der Konservator der Universitätsbibliothek Mainz, Franz Joseph Bodmann, der Zugang zum Archiv hatte, verschiedene alte Urkunden und Bücher an, auch den Codex Edelini.
Von Bodmann ging der Codex Edelini zusammen mit weiteren Weißenburger Handschriften an einen anderen Mainzer Bürger, Franz Scheppler, über, der sich darin als Besitzer verewigt hat (wenn auch unrechtmäßig, da die Bücher aus dem Départements-Archiv gestohlen waren). Scheppler geriet 1811 in Konkurs, woraufhin mit dem gesamten Besitz auch seine Bücher versteigert wurden. Hier verlieren sich für kurze Zeit die Spuren des Codex Edelini, aber schon im Januar 1814 tauchte dieser wieder in Augsburg bei einem „Büchertrödler“ („caupo librorum“) auf. Dort erwarb ihn der Jurist und Historiker Christoph Friedrich Cotta zusammen mit drei weiteren Weißenburger Manuskripten, die nach seinem Tod 1838 in den Besitz des Sohnes Emil Cotta übergingen. Dieser verkaufte sie im Jahr 1841 für 50 Gulden dem Historischen Verein der Pfalz, mit Sitz in Speyer. In dessen Auftrag besorgte bereits im folgenden Jahr der Historiker Johann Kaspar Zeuß eine Druckausgabe des Codex Edelini sowie eines älteren Traditionsbuches aus dem 9. Jahrhundert, den Traditiones Wizenburgenses, unter dem gemeinsamen Titel „Traditiones possessionesque Wizenburgenses“.
Seit 1921 befindet sich der Codex, der immer noch Eigentum jenes Vereins ist, als Leihgabe im Landesarchiv Speyer, Signatur: F 2 Nr. 147.
Von einer zweiten Ausfertigung des Liber possessionum Abt Edelins von gleicher Hand, die ehedem dem Weißenburger Abtshof zu Hagenau gehört hatte, blieben nur einige Fragmente als Pergamentmakulatur in einem Rechnungsbuch des 17. Jahrhunderts erhalten.

## Ausgaben
- Johann Caspar Zeuss (Hg.): Traditiones possessionesque Wizenburgenses : codices duo cum supplementis; impensis societatis historicae Palatinae. Speyer, 1842, S. 269–310 online.
- Christoph Dette (Hg.): Liber possessionum Wizenburgensis. Neu herausgegeben und kommentiert. Mainz, 1987, S. 93–160 online. (Zur Kritik siehe die Arbeiten von Anton Doll und Michael Gockel)

## Links
- Die Akten der Mönche: Was der Weißenburger Codex aus Speyer alles verrät. Die Rheinpfalz 6.1.2021  mit Abbildungen

## Belege
1. ↑  Christoph Dette (Hg.): Liber possessionum Wizenburgensis. Neu herausgegeben und kommentiert. Mainz, 1987, S. 30.
2. ↑  Hans Kaiser: Eine neue Überlieferung des Liber possessionum Edelins von Weissenburg. In: Zeitschrift für die Geschichte des Oberrheins 67, NF 28, 1913, S. 482.
3. ↑  Hans Kaiser: Eine neue Überlieferung des Liber possessionum Edelins von Weissenburg. In: Zeitschrift für die Geschichte des Oberrheins 67, NF 28, 1913, S. 479.